# Asella
Asella (... – dopo il 405) è stata una religiosa romana, venerata come santa dalle Chiese cristiane.

## Agiografia
In latino asella ha il significato di asinella e, come nome di persona, sta ad indicare la pazienza e la laboriosità, in omaggio alla docilità dell'asinello.
Secondo la tradizione fin dalla tenera età Asella decise di consacrarsi a Dio e fu tra le vergini consacrate guidate da San Girolamo che, al momento della sua partenza da Roma, le scrisse affinché lo ricordasse e pregasse per il viaggio in mare che doveva intraprendere.

## Culto
Le sue reliquie si venerano in un simulacro di pasta di cera custodito nella chiesa di San Siro e San Sepolcro, chiesa sussidiaria della Parrocchia di Sant'Abbondio in Cremona. 

La memoria liturgica è il 6 dicembre. Dal Martirologio Romano: 